# Csáky család (körösszeghi)
A körösszeghi és adorjáni gróf Csáky család egy ősrégi eredetű magyar nemesi család.

## Története
A család származását illetően több találgatás után bebizonyosodott, hogy egy Árpád-kori nemzetségből, a Zsidó nemzetségből származnak. Őse Adas László fia, Zsidói István volt. Birtokaik Pest és Nógrád megyékben, a mai Vácegres környékén terültek el. A család a gazdagságát Zsigmond királynak köszönhette, aki a István fiait Miklóst és Györgyöt a bárók közé emelte. Miklós az első birtokadományát - 1393-ban - kapta Zsigmond királytól, aki a következő évben kinevezte temesvári várnaggyá. A Magyar Királyságban a temesi ispán főfeladata volt déli védelem biztosítása. Ezekben az években a déli végeken egyfolytában háborúzott. Részt vett az 1395-ös moldvai és a Prokop morva őrgróf elleni hadjáratban is. Miklós temesi főispán és testvére, István, 1401-ben kapták Csákvárt adományba, ahonnan a nevüket is vették. Említették őket Zsiday és Mácsay neveken is. A Csákyak ezután hirtelen a leggazdagabb magyarok közé kerültek.  A család előneveit adó várakat egy bizonyos István kapta. Négy fia közül csak György terjesztette tovább a családot, egyik fia Hunyadi János oldalán esett el 1448-ban a rigómezei csatában. A grófi rang adományozásáról sem maradt fenn hiteles oklevél, állítólag 1560-ban, majd 1655-ben kapták. II. Ferdinánd 1638-as oklevele szerint a Csáky családot megilleti Szepes vármegye örökös főispáni tisztsége. A család még ma is él és virágzik.
Csáky Zsigmond gróf két fiát, Zsigmondot és Hyppolitot édesanyjuk (Vay Eulália) második férje, Pallavicini Roger fogadta örökbe, és felvették a Csáky-Pallavicini nevet.
Csáky Imrét felesége özvegyen hagyta, így másodszor is nősülni készült. Ez alkalommal aggteleki Bujánovics Stefániát vette feleségül, akitől egyetlen fia született, Viktor. Ez a fiú édesanyja családjának tiszteletére felvette a Csáky-Bujánovics kettős nevet. Ez a családnév azonban egyetlen leányával, Ernesztinával ki is halt.

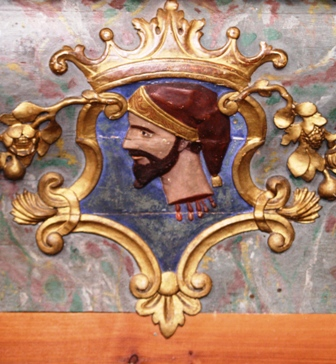
A levágott kunfejes Csáky-címer a szendrői Assisi Szent Ferenc katolikus templom Szent Antal mellékoltáráról.
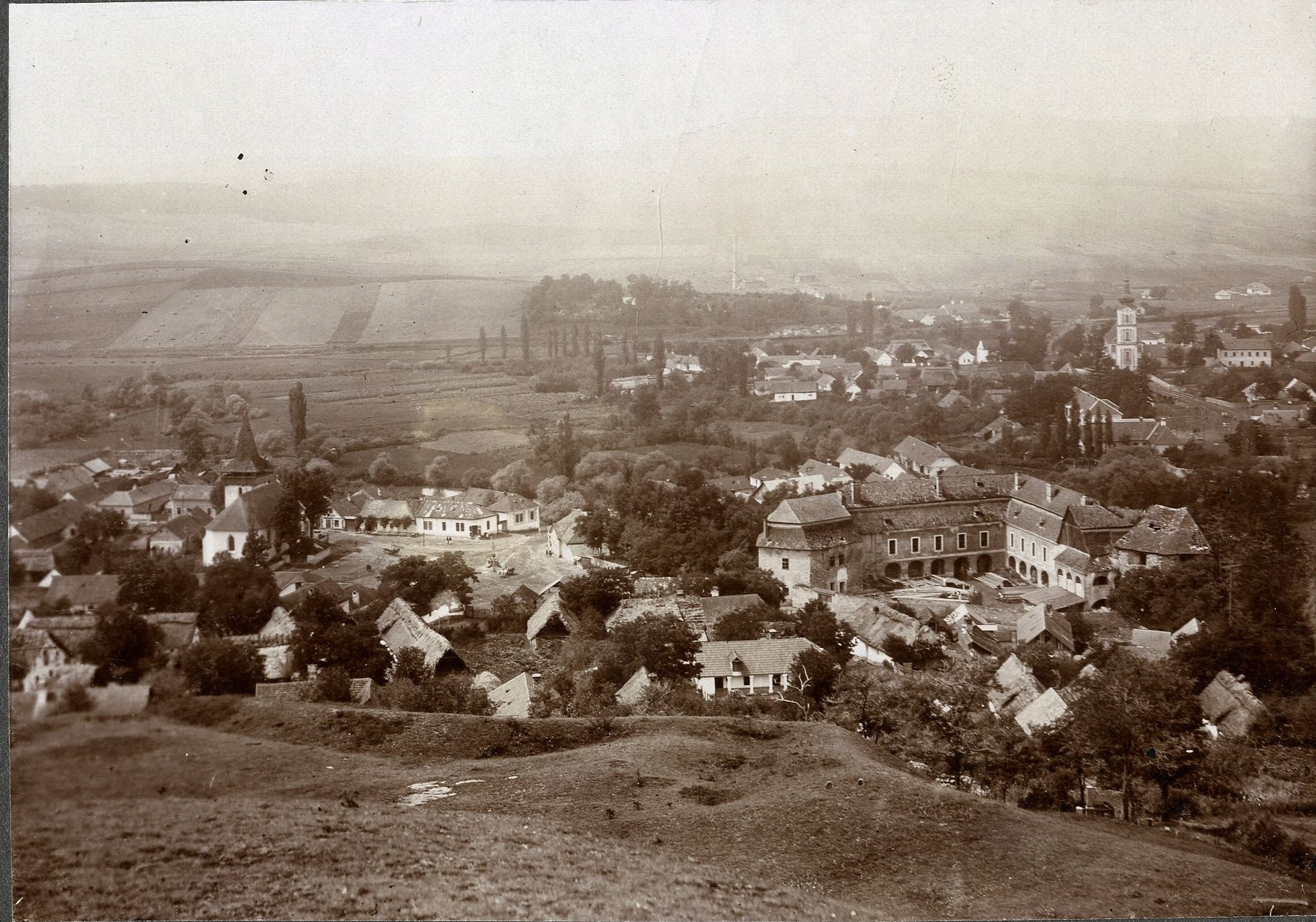
A szendrői Alsó-várból átépített, mára kapubejárata kivételével teljesen elpusztult, barokk stílusú nagyobb Csáky-kastély a 20. század elején. Szendrőben a család két kastéllyal is rendelkezett.
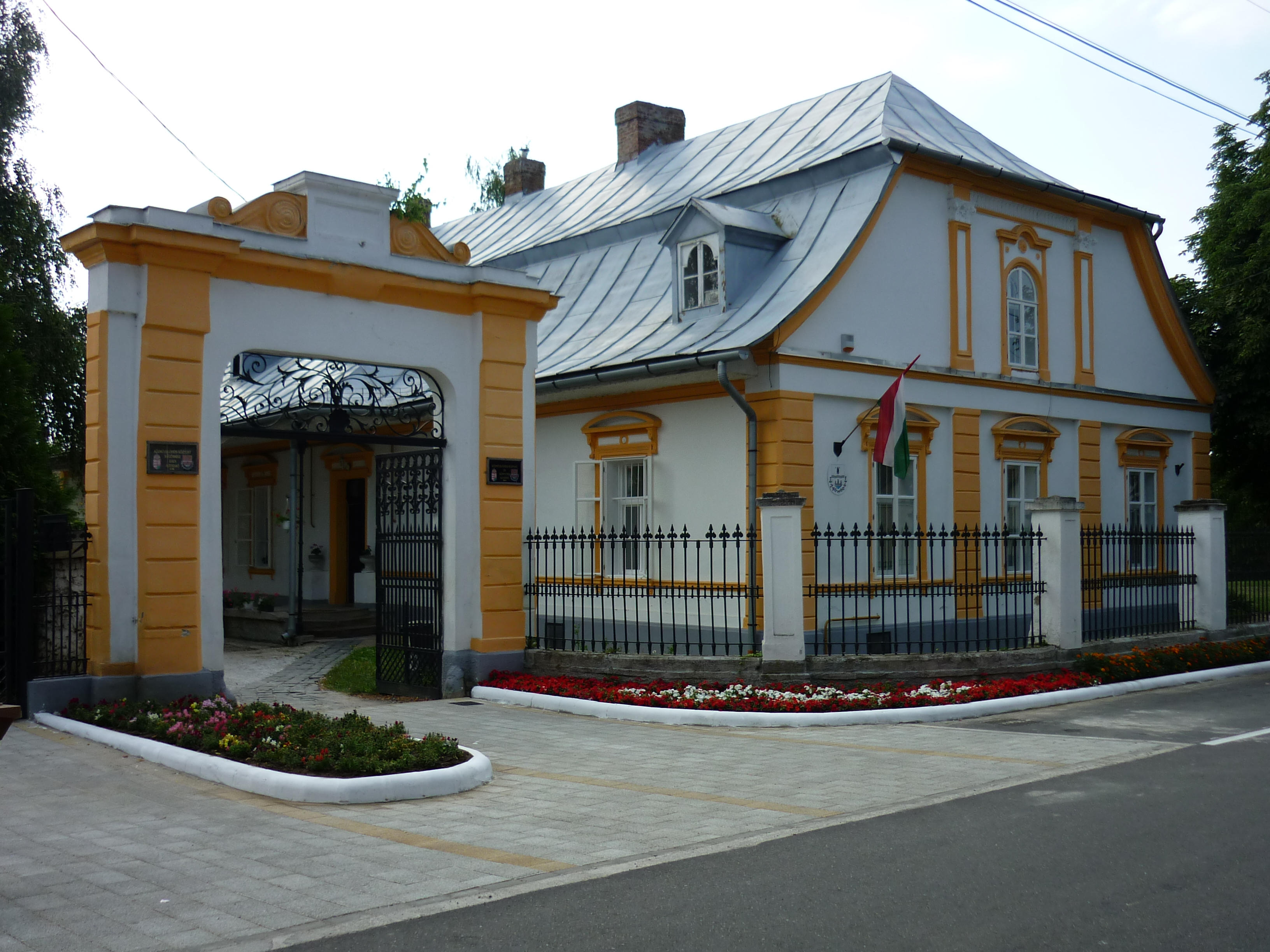
A máig fennmaradt szendrői barokk stílusú kisebb Csáky-kastély.

## Jelentősebb Csákyak
- Csáky Albin (1841–1912) főispán, tárnokmester, főasztalnokmester, vallás- és közoktatásügyi miniszter
- Csáky Ferenc (XV. század) főispán, diplomata
- Csáky Gusztáv (1883–1964), a lőcsei kerület országgyűlési képviselője, földbirtokos.
- Csáky György (1677–1742) huszárezredes, tábornagy
- Csáky Gyula (1839–1938) politikus
- Csáky Imre (1672–1732) Bács és Bihar vármegye főispánja, nagyváradi megyés püspök, majd kalocsai érsek
- Csáky Imre (1723–1799)
- Csáky István (1570–1605) erdélyi főúr, generális, Erdély főkapitánya
- Csáky István (1603–1662) tárnokmester, politikus, főispán
- Csáky István (1635–1699) országbíró, főkomornokmester, főispán, főkapitány
- Csáky István (1669–?) Ugocsa vármegye főispánja, a kurucok hadi szertár és élelmezési főbiztosa
- Csáky István (1894–1941) politikus, külügyminiszter
- Csáky Kálmán (1836–1894) nagybirtokos, politikus
- Csáky Károly (1783–1846) főispán, nagybirtokos, az MTA tagja
- Csáky Károly (1852–1919) váci megyés püspök
- Csáky Károly (1873–1945) tábornok, honvédelmi miniszter
- Csáky László (1641–1708) erdélyi államférfi, főispán
- Csáky László (1820–1891) az 1848-49-es ellenállás szervezője, politikus
- Csáky Manó (1763–1825) politikus, főispán, titkos tanácsos
- Csáky Mihály (1676–1757) kuruc generális
- Csáky Miklós (?–1426) főispán, erdélyi vajda
- Csáky Miklós (1465–1514) veszprémi, majd csanádi megyés püspök
- Csáky Miklós (1698–1757) Bács vármegye főispánja, nagyváradi megyés püspök, majd kalocsai érsek
- Csáky Tivadar (1798–1855) kamarás, szepesi főispán
- Csáky Zénó (1840–1905) főhadnagy, tanácsos, főispán
- Csáky István (1894–1941) politikus, külügyminiszter